# Washington Township (comté d'Iowa, Iowa)
Pour les articles homonymes, voir Washington Township.
Washington Township est un township, du comté d'Iowa en Iowa, aux États-Unis,.
Le township est créé en 1861.

## Source de la traduction
- (en) Cet article est partiellement ou en totalité issu de l’article de Wikipédia en anglais intitulé « Washington Township, Emmet County, Iowa » (voir la liste des auteurs).